# Ficus fuscescens
Ficus fuscescens là một loài thực vật có hoa trong họ Moraceae. Loài này được (Liebm.) Miq. mô tả khoa học đầu tiên năm 1867.